# Starksia fulva
Starksia fulva е вид лъчеперка от семейство Labrisomidae.

## Разпространение
Видът е разпространен в Колумбия, Коста Рика, Никарагуа и Панама.